# فرجينيا هرنانديز
فرجينيا هرنانديز (بالإسبانية: Virginia Hernández) هي متسابقة ملكة الجمال وعارضة بنمية، ولدت في 26 مايو 1990 في بنما في بنما.